# Anthophora flaviscopa
Anthophora flaviscopa är en biart som beskrevs av Constance Margaret Eardley och Brooks 1989. Anthophora flaviscopa ingår i släktet pälsbin, och familjen långtungebin. Inga underarter finns listade i Catalogue of Life.